# 楊振宗
楊振宗（？—17世紀），兗州府濟寧州人，明朝、南明軍事人物。

## 生平
楊振宗家族世襲指揮，充滿謀略，曾擔任安慶都司遊擊，崇禎十年（1637年）和監軍同知楊正苾、督同都司張士儀攻擊陶城鎮沙河的流寇，遷任副總兵。崇禎十四年（1641年），賀一龍和賀錦搶掠個鎮，他帶兵守住五河；次年（1642年）張獻忠會合賀一龍、賀錦攻打霍丘，楊振宗與參將徐彥琦、遊擊丁啟宗聯同劉良佐、張士儀前後夾攻，斬殺千人，因此升任左都督剿寇總兵。弘光元年（1645年）左夢庚攻到，他的妻子王氏和家人投水而死；到南京淪陷，他與副總兵楊衍、馬進寶、韓可准、參將簡莊、守備許國泰、崔名世投降清朝，後事不詳。

## 引用
1. 1 2  錢海岳《南明史·卷三十九·列傳第十五》：（楊）振宗，濟寧人。世襲指揮。歷安慶都司遊擊。崇禎十年，監軍同知楊正苾、督同都司張士儀擊寇陶城鎮沙河，遷副總兵。
2. ↑  錢海岳《南明史·卷三十九·列傳第十五》：十四年，賀一龍、賀錦畧個鎮，以兵守五河。十五年，獻忠合一龍、錦攻霍丘，與參將徐彥琦、遊擊丁啟宗合劉良佐、（張）士儀前後攻之，斬千級，擢左都督剿寇總兵。左夢庚兵至，妻王一門水死。南京亡，振宗與副總兵楊衍【、】馬進寶【、】韓可准、參將簡莊、守備許國泰【、】崔名世降於清。